# كونور برينان
كونور برينان (30 مارس 1994 بأيرلندا الشمالية في المملكة المتحدة - ) هو لاعب كرة قدم بريطاني في مركز حراسة المرمى. شارك مع منتخب أيرلندا الشمالية تحت 16 سنة لكرة القدم ومنتخب أيرلندا الشمالية تحت 17 سنة لكرة القدم ومنتخب أيرلندا الشمالية تحت 19 سنة لكرة القدم ومنتخب أيرلندا الشمالية تحت 21 سنة لكرة القدم. أما مع النوادي، فقد لعب مع نادي كيلمارنوك ونادي سترنرير ‏.

## وصلات خارجية
- كونور برينان على موقع قاعدة بيانات كرة القدم.إي يو (الإنجليزية)
- كونور برينان على موقع Soccerbase.com (لاعب) (الإنجليزية)
- كونور برينان على موقع Soccerway.com (الإنجليزية)